# Attila, l'unno
Attila, l'unno (Attila) è una miniserie televisiva del 2001, diretta da Dick Lowry. Il ruolo principale di Attila è affidato a Gerard Butler.

## Trama
Scontro fra due mondi e due uomini che li hanno rappresentati: Attila re degli Unni e il generale romano Flavio Ezio. Da un lato Attila, crescendo, conquista le terre di altri popoli a nord, nella Pannonia e oltre. Si sposterà anche verso ovest fino alla Gallia. A Flavio Ezio viene ridato il titolo di generale supremo per contrastare l'avanzata unna.
Attila ed Ezio si incontreranno, saranno insieme in una battaglia contro i Visigoti. Quando Attila diventerà troppo potente, Ezio siglerà un accordo con Teodorico, re dei Visigoti per annientare Attila e il suo esercito. La fine è firmata per i due rappresentanti dei popoli d'oriente e d'occidente, ma non da mani di guerrieri.

## Produzione
In Italia è anche conosciuto come Attila - Il cuore e la spada.